# The Sherlocks
Pour les articles homonymes, voir Sherlock.
The Sherlocks est un groupe de rock alternatif britannique des années 2010 originaire de Bolton upon Dearne (en), près de Sheffield. Il se compose de deux paires de frères, Kiaran et Brandon Crook, Andy et Josh Davidson.

## Biographie
Le groupe sort son premier single Live for the Moment en 2014, suivi d'Escapade et de Heart of Gold en 2015. Il joue aux Reading and Leeds Festivals en août 2015.
Le single Heart of Gold est diffusé par Annie Mac, Huw Stephens, Greg James de la BBC Radio 1 et par Steve Lamacq de BBC 6 Music. 
Le quatrième single Last Night est diffusé en février 2016, et le groupe est invité par BBC Introducing pour jouer durant le South by Southwest festival en mars 2016 à Austin, au Texas. Le groupe joue également à Manchester dans le cadre du festival Dot to Dot en mai 2016, puis il a de nouveau participé aux festivals de Leeds et Reading 2016. En 2016, ils soutiennent The Libertines dans le cadre de leur Arena Tour. The Sherlocks sortent leur cinquième single, Will You Be There ?, le 15 septembre 2016, et ils signent chez le label Infectious Music le 19 décembre 2016.
Une édition vinyle limitée à 7" de Will You Be There ? sort au début de janvier 2017, et entre en première place du classement Official UK Vinyl Singles Chart, le 13 janvier. Le 26 janvier 2017, The Sherlocks sortent leur sixième single Was It Really Worth It ?, avec la vidéo mise en ligne le jour de la Saint-Valentin (14 février) en 2017. The Sherlocks entame une tournée Headline UK au Royaume-Uni le 1er février 2017, à Inverness. Le 25 avril 2017, The Sherlocks annoncent leur prochain album Live for the Moment, pour une sortie le 18 août 2017, ainsi que leur septième single Chasing Shadows, dont la vidéo est publiée le 27 avril 2017.

## Membres
- Kiaran Crook - chant, guitare
- Alex Procter - guitare
- Trent Jackson - basse
- Brandon Crook - batterie

## Anciens Membres
- Josh Davidson - guitare
- Andy Davidson - basse

## Discographie

### Albums studio
- 2017 : Live for the Moment (Infectious Music / BMG Rights Management)
- 2019 : Under Your Sky (Infectious Music / BMG Rights Management)
- 2022 : World I Understand (TeddyBoy Records)
- 2023 : People Like Me & You (TeddyBoy Records)
- 2025 : Everything Must Make Sense! (TeddyBoy Records)

### Compilations et Albums en public
- 2023 : Live at Sheffield (Concert enregistré au Sheffield O2 Academy, le 21 mai 2022) (TeddyBoy Records)